# Sneeuwschoen

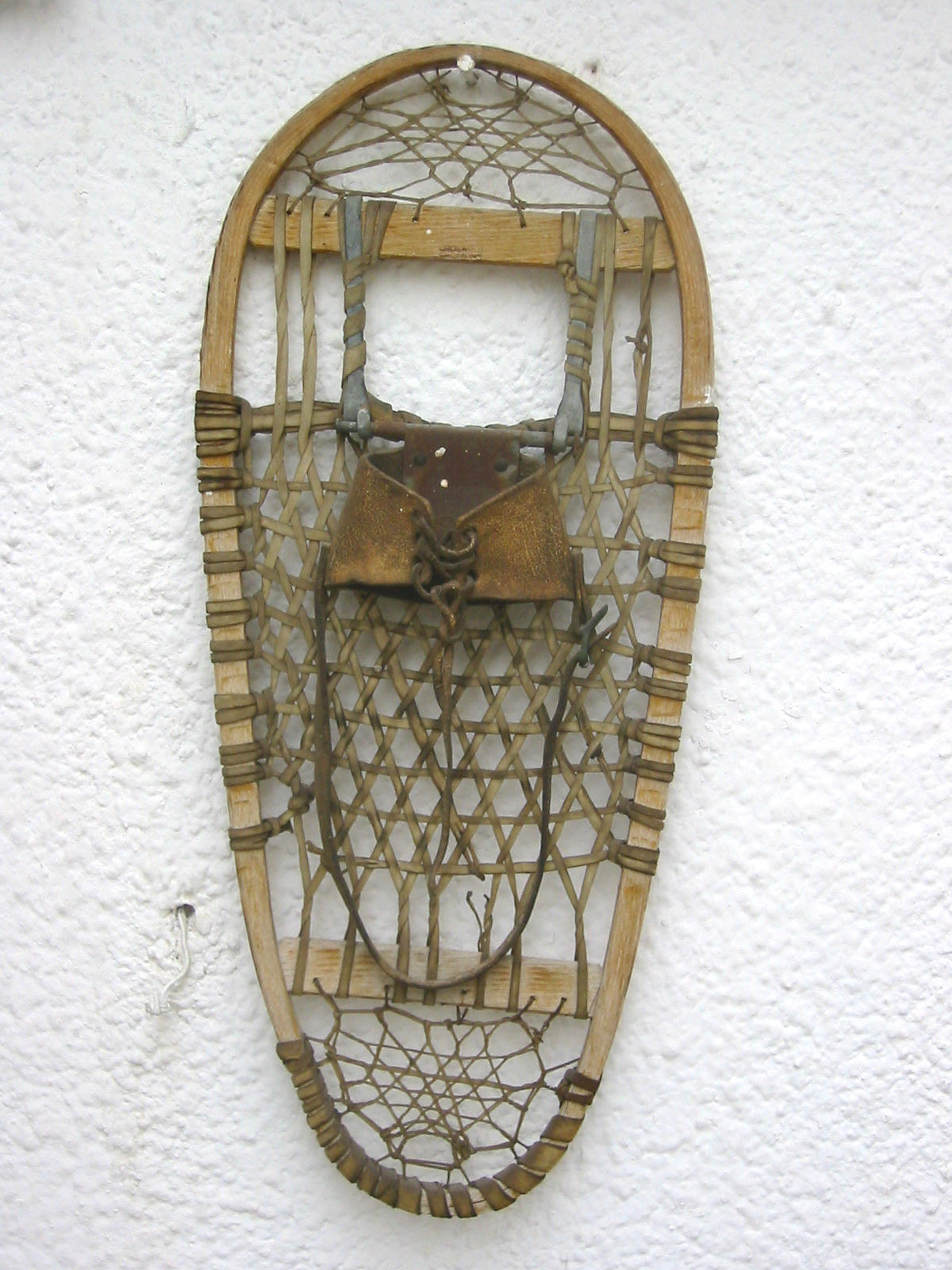
Een traditionele sneeuwschoen

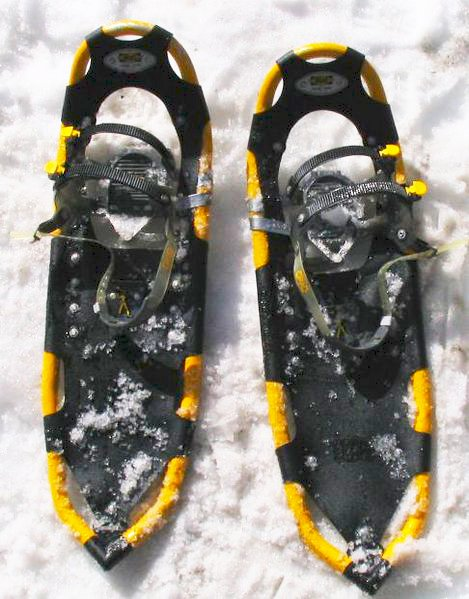
Moderne sneeuwschoenen

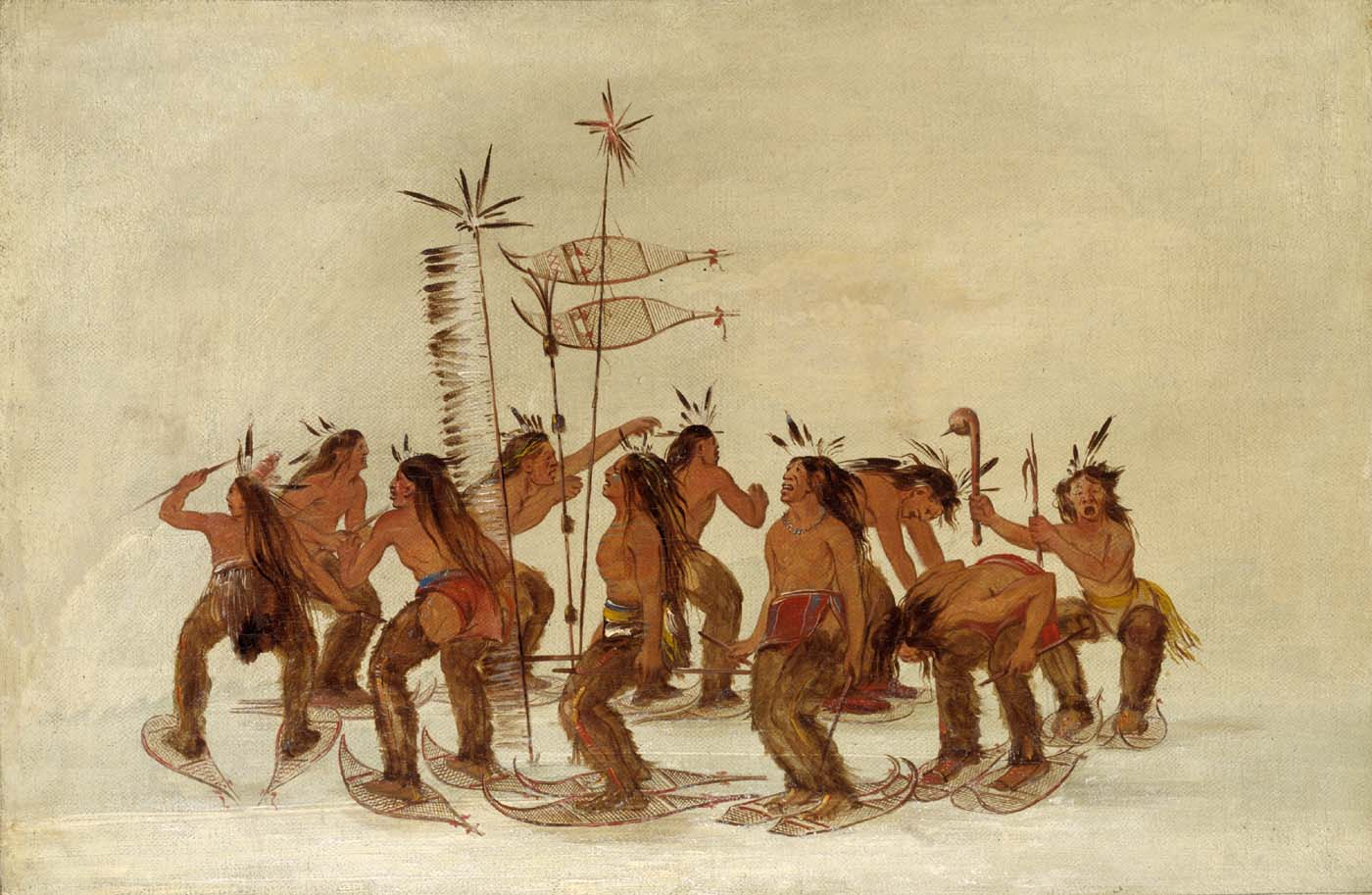
Traditionele sneeuwschoendans van het Ojibweg-volk

Sneeuwschoenen of sneeuwrackets zijn schoeisel dat het makkelijker maakt om over sneeuw te lopen. Ze verspreiden het gewicht van de drager over een groter oppervlakte zodat de voeten door de kleinere druk niet wegzinken in de sneeuw.
Bij de inheemse volkeren van Noord-Amerika (de indianen) worden sneeuwschoenen traditioneel gemaakt van loofhout, waartussen leren riemen in een raster gespannen worden. De sneeuwschoenen worden met leren riemen of een leren beugel aan de mocassins bevestigd. Moderne sneeuwschoenen worden meestal gemaakt van een lichtgewichtmetaal zoals aluminium, of van kunststof. Sneeuwschoenen hebben meestal een verhoogde teen om het lopen makkelijker te maken.

## Sport en recreatie
Sneeuwschoenen worden vooral voor recreatiedoeleinden gebruikt, bijvoorbeeld door wandelaars. Ook wordt hardlopen op sneeuwschoenen (snowshoeing of Nordic snowshoeing) beoefend als wintersport. Het is een evenement in de Arctische Winterspelen en de winterspelen van de Special Olympics. De Labrador Winter Games hebben behalve een race ook een biatlon op sneeuwschoenen, evenals een "noordelijke duatlon" (op sneeuwschoenen en ski's).
Sneeuwschoenen worden ook gebruikt door snowboarders en skiërs om toegang te krijgen tot moeilijk te bereiken gebieden (de zogenaamde freeriders). 

## Geschiedenis
Historici vermoeden dat de sneeuwschoen 4000 tot 6000 jaar geleden uitgevonden werd, waarschijnlijk in Centraal-Azië. In Scandinavië ontwikkelde de ski zich mogelijk uit de sneeuwschoen. De Aziaten die naar Noord-Amerika migreerden brachten de sneeuwschoen met zich mee, waar hij een belangrijk onderdeel van de cultuur van de inheemse volkeren werd, en een van de weinige culturele elementen die bij alle indiaanse volkeren in sneeuwachtige gebieden gevonden kon worden.
In vroeger tijden waren sneeuwschoenen een belangrijk deel van de uitrusting van jagers, houthakkers en anderen die zich in diepe sneeuw moesten voortbewegen. Bij de Inuit (Eskimo's) worden twee verschillende soorten sneeuwschoenen gebruikt, een driehoekige sneeuwschoen van ongeveer 45 cm en een ronde sneeuwschoen. Volgens recent taalkundig onderzoek is het woord "Eskimo" afkomstig uit de Montagnais-taal en betekent in die taal "pelsjager op sneeuwschoenen". Verder naar het zuiden werden de sneeuwschoenen steeds smaller en langer. De langste sneeuwschoen is in gebruik bij de Cree-indianen; deze meet meer dan 1,5 meter. 
Met de komst van Europeanen naar Noord-Amerika werd de sneeuwschoen ook in gebruik genomen door Europese pelsjagers, houthakkers en soldaten. Sneeuwschoenen speelden een belangrijke rol in de conflicten tussen de Fransen en Britten over heerschappij van het continent. In de Franse en indiaanse oorlog werd zelfs op 21 januari 1757 en 13 maart 1758 een heuse Slag op sneeuwschoenen uitgevochten tussen de Fransen en Britten, waarbij de Franse superieure kennis van de sneeuwschoen een belangrijk tactisch voordeel opleverde.
De Europese versie van de sneeuwschoen was traanvormig en had een sterke gelijkenis met een tennisracket, wat de Franse naam voor de sneeuwschoen, raquette à neige, opleverde.

## Wetenswaardigheden
- Het plaatsje Corinth (New York) noemt zichzelf de Snowshoe Capital of the World. In dit plaatsje is de United States Snowshoe Association gevestigd.